# 責任者
| ウィキペディアには「責任者」という見出しの百科事典記事はありません（タイトルに「責任者」を含むページの一覧/「責任者」で始まるページの一覧）。 代わりにウィクショナリーのページ「責任者」が役に立つかもしれません。 |